# Budweiser 400
Das Budweiser 400 war ein Rennen im NASCAR Winston Cup, welches von 1970 bis 1988 alljährlich auf dem Riverside International Raceway ausgetragen wurde. Die Renndistanz betrug 400 Meilen bis 1976, als sie auf 249 Meilen reduziert wurde. Es war das zweite Rennen auf dem Riverside International Raceway. Das andere war das Winston Western 500.

## Sieger

### Budweiser 400
- 1988: Rusty Wallace
- 1987: Tim Richmond
- 1986: Darrell Waltrip
- 1985: Terry Labonte
- 1984: Terry Labonte
- 1983: Ricky Rudd
- 1982: Tim Richmond

### Warner W. Hodgdon 400
- 1981: Darrell Waltrip
- 1980: Darrell Waltrip

### NAPA 400
- 1979: Bobby Allison
- 1978: Benny Parsons
- 1977: Richard Petty

### Riverside 400
- 1976: David Pearson

### Tuborg 400
- 1975: Richard Petty
- 1974: Cale Yarborough
- 1973: Bobby Allison

### Golden State 400
- 1972: Ray Elder
- 1971: Bobby Allison

### Falstaff 400
- 1970: Richard Petty